# Mucuna amblyodon
Mucuna amblyodon är en ärtväxtart som beskrevs av Hermann August Theodor Harms. Mucuna amblyodon ingår i släktet Mucuna och familjen ärtväxter. Inga underarter finns listade i Catalogue of Life.